# Janie Wagstaff
Janie Wagstaff (n. 22 iulie 1974, Kansas City, Missouri, SUA) este o înotătoare americană, medaliată olimpică. A participat la o ediție a Jocurilor Olimpice (1992) în care a câștigat o medalie de aur.

## Participări
Lista de mai jos prezintă principalele competiții la care a participat Janie Wagstaff de-a lungul carierei.
- swimming at the 1992 Summer Olympics – women's 4 × 100 metre medley relay[*]